# 香根·阿汪洛绒丁珍加措
香根·阿汪洛绒丁珍加措（1909年—1949年）藏族，西康定乡（今四川乡城）人，第二世香根活佛。

## 生平
他是西康定乡伙珠人，是孔萨土司孔宜美的胞弟，德钦汪姆的叔父。1918年坐床，正式继任香根活佛。
他15岁赴拉萨学经，历经12年的学习后，获格西。1931年，他从西藏返回理塘。据说他当时带回了五百秤白银。他随即出资扩建了理塘寺，主要是扩建顶上大殿，维修天王殿和其他若干小殿。他的修庙行动受到该寺僧众及理塘民众的热烈拥护。民国二十五年（1936年），他被推举为理塘寺第五十二任堪布。
他一上台便实行了“亲汉近藏”的方针，既向国民政府方面输诚，又对西藏噶厦示好，使理塘寺同时获得双方支持。西藏噶厦曾几次帮助维修理塘寺。西康省政府（1939年西康建省）主席刘文辉也对其十分赏识。1938年，刘文辉任命他为乡城、稻城、雅江、理塘佛教会会长。1940年，他出任西康省临时参议会委员。1942年，他又被任命为西康省佛教整理委员会副主任及康南九县的佛教宣化师。1944年，刘文辉在理塘寺创办汉僧院，招收汉族僧人学习藏语系佛教，并派赴拉萨学习，以使汉藏关系更为融洽。
1949年，香根·阿汪洛绒丁珍加措圆寂。